# Henricus Grammateus
Henricus Grammateus (também conhecido como Henricus Scriptor, Heinrich Schreyber ou Heinrich Schreiber; Erfurt, 1495 — 1525 ou 1526) foi um matemático alemão.

## Obras
- Algorithmus proportionum una cum monochordi generalis dyatonici compositione, pub. Volfgangvm De Argentina, Cracow, 1514
- Libellus de compositione regularum pro vasorum mensuratione. Deque arte ista tota theoreticae et practicae, Vienna, 1518
- Ayn new Kunstlich Buech (A New Skill Book), Vienna 1518, Nuremberg 1521 - contains (besides Johannes Widmann) the earliest-known use of the sinais de mais e menos for addition and subtraction [2] and is the earliest German text on bookkeeping [3]